# Stundenhotel

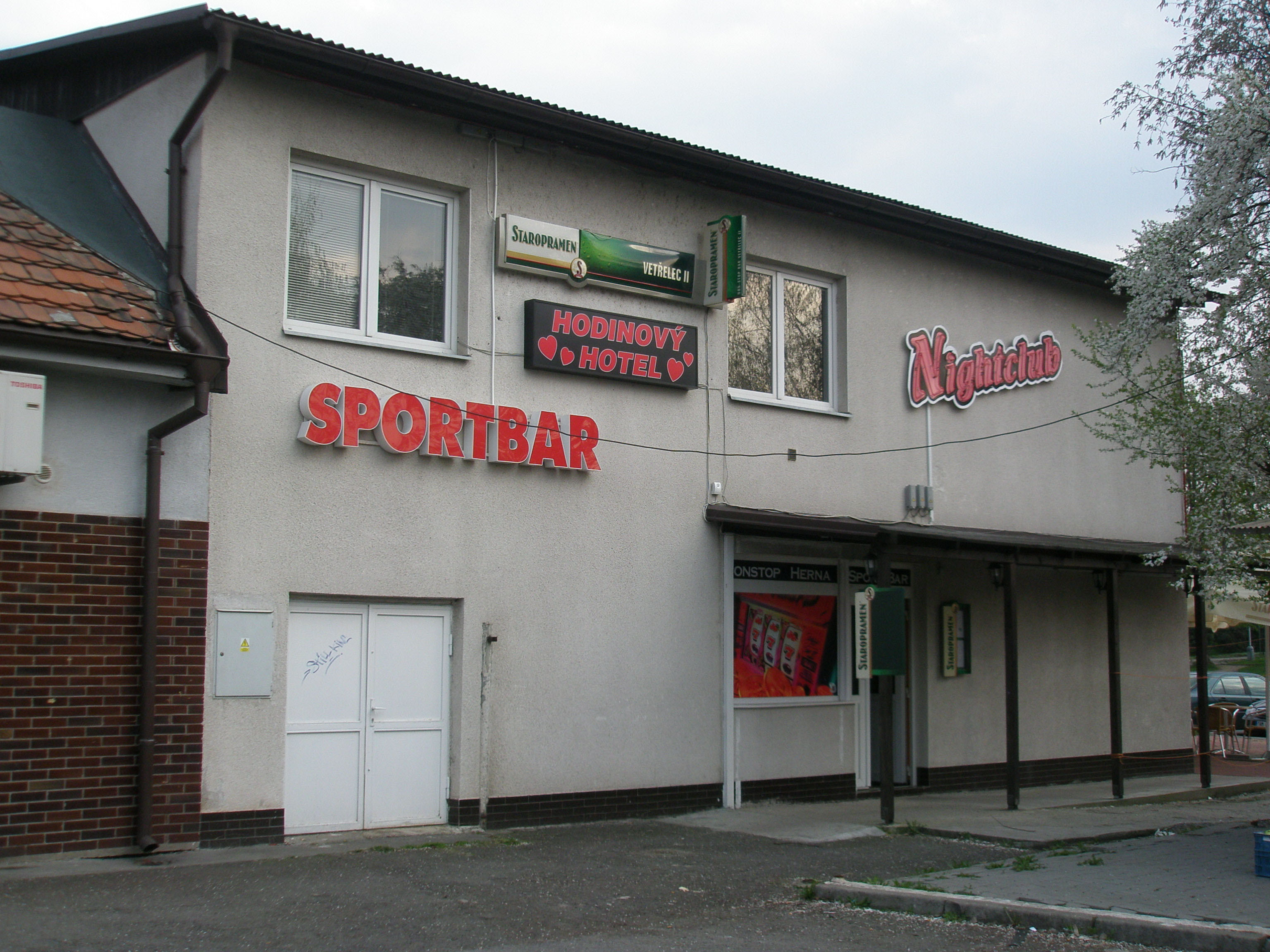
Stundenhotel in Prag (2010)

Ein Stundenhotel ist ein Hotel, dessen Zimmer auch stundenweise mietbar sind und häufig von Liebespaaren oder Prostituierten zur Ausübung von Geschlechtsverkehr genutzt werden. Stundenhotels gibt es in den meisten Ländern der Welt; ihre Einrichtung und ihr Ansehen hängen jedoch eng mit der lokalen Sexualmoral zusammen.

## Situation in verschiedenen Regionen
In Europa, wo auch viele junge Leute bereits ihre eigene Wohnung haben und für Treffen mit dem Partner nicht auf ein Stundenhotel angewiesen sind, werden Stundenhotels vor allem von Prostituierten und ihren Freiern frequentiert. Daher liegen sie meist in der Nähe des Strichs einer Stadt. Sie sind außerdem meist spartanisch eingerichtet (da sie keinem langen Aufenthalt dienen müssen) und gelten dem Ruf nach als unhygienisch. In früherer Zeit spielte die Funktion als Treffpunkt für Liebespaare in Deutschland aufgrund der rigiden Sexualmoral eine größere Rolle, da einerseits Damen- bzw. Herrenbesuche bei alleinstehenden Personen von den Nachbarn beargwöhnt wurden, andererseits durch den bis in die 1960er Jahre geltenden Kuppeleiparagraphen die Vermieter möblierter Zimmer bestraft werden konnten, wenn sie entsprechende „unzüchtige“ Besuche bei ihrem Untermieter duldeten.
In Ländern außerhalb Europas wie Japan, Argentinien, Mexiko, Brasilien oder Thailand, in denen zwar Sexualkontakte zwischen Unverheirateten gesellschaftlich eher toleriert werden, bis zur Hochzeit die meisten aber bei den Eltern wohnen, bieten Stundenhotels oft schöne, gemütliche Zimmer, die in Ausstattung und Einrichtung normalen Hotels in nichts nachstehen. Die wenigen Stunden im Stundenhotel sind oft die einzige Zeit, in der hier junge Paare wirklich allein sein können, so dass sie außer für den Sex auch für andere „Paar-Aktivitäten“ gerüstet sein müssen, z. B. durch einen großen Fernseher, eine kleine Küche etc.
Die Love Hotels in Japan mit ihren Karaoke-Boxen und Whirlpools sind die berühmteste und ausgefeilteste Version dieser Paar-Hotels.
Auch brasilianische „Motels“, etwa im Stadtteil São Conrado von Rio de Janeiro, bieten einen überschwänglichen Luxus mit jeweils zum Zimmer gehöriger Dampfsauna, Whirlpool, persönlicher, von außen nicht einsehbarer Terrasse mit eigenem Swimmingpool, anonymem Aufgang und anonymem Zimmerservice, der über eine Durchreiche abgewickelt wird. In Buenos Aires befinden sich Hunderte der dort „Telo“ (aus dem Lunfardo) genannten Stundenhotels in allen Bereichen der Stadt, wobei von einfachen Zimmern bis hin zu luxuriösen Anlagen mit Whirlpool oder gar Swimmingpool alles zu finden ist.
In den USA wiederum werden die ohnehin überall vorhandenen und preiswerten Motels am Rande der Städte auch in der Funktion als Stundenhotel benutzt.

## Weiterentwicklung des Geschäftsmodells
In Italien eröffnete im Januar 2008 ein „Liebes-Parkplatz“. Der Gründer griff die Idee des Stundenhotels auf und stellt mit seinem Projekt „Luna Parking“ gegen Bezahlung ein sicheres Gelände bereit, auf dem junge „Leute im Auto Liebe machen“. Der Parkplatz ist in einzelne Kabinen unterteilt, jede Kabine ist mit einem Alarmknopf ausgestattet, Präservative werden in Automaten bereitgestellt. Erst durch die Absperrung des Geländes wird ein Raum geschaffen, in dem der Vollzug des Sexualverkehrs im Auto kein strafbarer „obszöner Akt in der Öffentlichkeit“ mehr ist.
In der Schweiz beschloss die Stadt Zürich im Mai 2011 die Einführung von kostenlosen „Sex-Parkplätzen“. Freier können, wenn sie mit den Dirnen handelseinig geworden sind, mit ihren Fahrzeugen in die durch die Stadt bereitgestellten Garagen-Boxen einfahren.

## Stundenhotels außerhalb eines sexuellen Zusammenhangs
An größeren Verkehrsknotenpunkten existieren oft Stundenhotels, meist mit umfangreichem Wellness-Angebot wie Whirlpools, Swimmingpool und Saunen, die den Reisenden als Möglichkeit zur Verfügung stehen, um die Wartezeit zwischen Anschlussflügen bequem zu überbrücken. Da hier aufgrund der Gegebenheiten eine gewisse Flexibilität vonnöten ist, bieten diese Hotels üblicherweise einen auf Stunden basierenden Tarif an. Im Gegensatz zu den meist für sexuelle Aktivitäten genutzten, „einschlägigen“ Stundenhotels sind jene jedoch im oberen Preissegment anzusiedeln und bieten häufig allen Komfort eines Fünf-Sterne-Hotels.
In Russland sind, besonders in östlichen Landesteilen, stundenweise Buchungen als Ergänzung zu einer Nacht nicht unüblich, da aufgrund der Zeitzonen und -verschiebung die Reise am Abend, in der Nacht oder am Morgen beginnen und enden kann. Hier ist es eine Anpassung des Geschäftsmodells an die Gegebenheiten der Reisemodalitäten.